# Koninginnenkruidkokermot
De koninginnenkruidkokermot (Coleophora follicularis) is een vlinder uit de familie van de kokermotten (Coleophoridae). De wetenschappelijke naam werd in 1802 gepubliceerd door Jean Nicolas Vallot.
De soort komt voor in Europa.